# Porphyrophora mongolica
Porphyrophora mongolica är en insektsart som beskrevs av Jashenko 1994. Porphyrophora mongolica ingår i släktet Porphyrophora och familjen pärlsköldlöss.
Artens utbredningsområde är Mongoliet. Inga underarter finns listade i Catalogue of Life.